# Alphonse Peyrat
Pour les articles homonymes, voir Peyrat.
Jean Alphonse Peyrat, né le  21 juin 1812 à Toulouse et mort le 31 décembre 1890 à Paris 9e, est un journaliste et un homme politique français.
Rédacteur en chef de La Presse, fondateur et directeur du journal l'Avenir national, député puis sénateur de la Seine, il est connu pour son anticléricalisme militant.

## Biographie
Il fait de brillantes études au séminaire de sa ville natale, puis il suit les cours de l'École de droit. Mais, ne se sentant pas plus de goût pour la jurisprudence que pour la prêtrise, à laquelle on l'avait destiné, il quitte subitement Toulouse et se rend à Paris en 1833. 
Quelques jours après son arrivée, il se présente dans les bureaux de La Tribune et, sans aucune recommandation, propose à Armand Marrast, le rédacteur en chef, un article de critique sur les Mémoires de la révolution de 1830, que Louis Bérard venait de publier. Armand Marrast lut l'article du débutant, le trouva excellent et l'inséra comme « premier-Paris ». Cet article, aussi vigoureux par le fond que par la forme, parut tellement agressif au ministère public que le journal fut saisi et, peu après, le gérant de la Tribune était condamné à trois ans de prison et à 10 000 francs d'amende. Ce début dans la carrière du journalisme fit du bruit, et Peyrat fut aussitôt attaché à la rédaction du journal condamné, où il fit avec talent les comptes rendus des séances de la Chambre jusqu'au mois d'avril 1834. À cette époque, la Tribune, succombant sous le poids de dix-sept condamnations à la prison, et d'amendes s'élevant à 159 000 francs, dut cesser de paraître.
Peyrat devint alors secrétaire du directeur du National, où il publia des articles pendant quelques mois. Il retourna ensuite dans sa ville natale et y rédigea la France méridionale. Mais au bout de peu de temps, il revint à Paris, où Émile de Girardin l'admit au nombre des collaborateurs de La Presse. 
Il est le directeur de publication d'un périodique mensuel appelé Personnalités politiques et littéraires (1840).
Désireux de se rendre compte par lui-même de l'état politique de l'Italie et de l'Espagne, il visita ces deux pays, puis, après avoir fondé un recueil mensuel éphémère les Personnalités, redevint, à partir de cette époque, un des rédacteurs réguliers de La Presse. En 1848, lorsque, sur un ordre du général Cavaignac, Girardin fut incarcéré pendant les journées de juin, Peyrat fut l'un des instigateurs de la courageuse protestation signée par soixante-huit membres de la presse et du barreau contre cette violation de tous les droits. 
Dans La Presse, il sut traiter particulièrement les questions relatives à la politique étrangère, à l'histoire et à la religion avec une sûre érudition et beaucoup de vigueur. « On a remarqué surtout ses correspondances d'Angleterre envoyées de Londres en 1854, une série d'articles sur l'infaillibilité des papes, sur les nationalités et, plus tard, sur les affaires de Naples. »
Au mois de novembre 1857, il succéda à Auguste Nefftzer comme rédacteur en chef de La Presse, poste qu'il quitta définitivement le 1er décembre 1862. Trois ans plus tard, il fonda L'Avenir national, journal dans lequel il fit une guerre incessante à l'Empire. En novembre 1868, il prit l'initiative de la souscription Baudin, ce qui lui attira des poursuites, et continua à être rédacteur en chef de l'Avenir national jusqu'au commencement de 1872, époque où ce journal fut vendu et changea sa ligne politique.
Lors des élections du 8 février 1871, il fut élu député à l'Assemblée nationale dans le département de la Seine, l'avant-dernier de la liste. Il alla siéger avec les membres de l'extrême gauche, avec laquelle il vota constamment. Dépourvu de facultés oratoires, il ne prit part à aucune des discussions de l'Assemblée. Il se borna à proposer à la Chambre, le 16 mai 1871, de proclamer la République, et, le 19 mai 1873, de se dissoudre dans le délai de quinze jours.
Il fut élu sénateur de la Seine le 30 janvier 1876 et réélu le 8 janvier 1882. Il est mort pendant son second mandat à l'âge de 78 ans. Il est inhumé au cimetière du Père-Lachaise.
Outre ses travaux comme journaliste, il a publié plusieurs ouvrages, où l'on trouve ses qualités d'écrivain et de penseur. Comme le dit un de ses biographes, « il recherche plutôt l'énergie que le brillant, il préfère le boulet rouge à la mitraille et ne tire jamais sa poudre aux moineaux. »
Il est le père de Marie-Louise Arconati-Visconti.

## Ouvrages
- Réponse à l'instruction synodale de l'évêque de Poitiers (1854)
- Un nouveau dogme (1855), savante histoire critique du dogme de l'immaculée conception
- Critique des hommes du jour (1855), livre qui renferme une étude sur MM. de Montalembert, Thiers et Guizot
- l'Empire jugé avec indépendance (1856)
- Histoire et religion (1858, in-12)
- Recueil des articles de critique publiés dans la Presse jusqu'en 1859
- Études historiques et religieuses (1863)
- Histoire élémentaire et critique de Jésus (1864)
- la Révolution et le livre de M. Quinet (1866)
- Quelques lettres à Alphonse Peyrat (1904)

## Sources
- Larousse, Grand Dictionnaire universel du XIXe siècle (15 vol. Paris 1863-1890).
- « Alphonse Peyrat », dans Adolphe Robert et Gaston Cougny, Dictionnaire des parlementaires français, Edgar Bourloton, 1889-1891 [détail de l’édition]